# 李用中 (萬曆癸未進士)
李用中（1555年—？），字舜智，河南開封府杞縣人，民籍，明朝政治人物。同進士出身。

## 生平
萬曆四年（1576年）丙子科河南鄉試第二十五名，萬曆十一年（1583年）癸未科會試第一百七十七名，登三甲第二百二十四名進士。授洋县知县，十七年十月考选，授南京湖广道监察御史。

## 家族
曾祖李霆，曾任驛丞；祖父李經綸；父李思敬。母杜氏。具庆下。兄李得雲、李尚和。弟李節和、李原孝、李用康。